# Телеграммы Русского телеграфного агентства
«Телеграммы Русского телеграфного агентства» — в Российской империи ежедневный бюллетень, выходивший в Санкт-Петербурге в 1866—1868 годы три раза в день, а в воскресенье и праздничные дни 1-2 раза.
Издателем и редактором был публицист и промышленник Константин Трубников (1829—1904), учредитель первого русского телеграфного агентства (РТА).

## После закрытия
Через 8 лет после закрытия бюллетеня Русское телеграфное агентство стало издавать в Санкт-Петербурге ежедневные «Телеграфные бюллетени Русского телеграфного агентства» (1877—1878 годы) под редакцией К. В. Трубникова, с 1878 года преобразованные им в «Телеграф» — дешёвую ежедневную петербургскую газету под его же редакцией, выходившую с 1878 по 1880 годы.